# Mars One
Mars One – mała holenderska organizacja, która otrzymała pieniądze od inwestorów, twierdząc, że wykorzysta je do wylądowania pierwszych ludzi na Marsie i pozostawienia ich tam w celu założenia stałej ludzkiej kolonii. Szacuje się, że od ogłoszenia upadłości w 2012 roku do bankructwa na początku 2019 roku, organizacja otrzymała dziesiątki milionów dolarów. Organizacja nie była firmą astronautyczną i przez swój cały okres istnienia nie produkowała własnego sprzętu.
Mars One składał się z dwóch podmiotów: fundacji non-profit Mars One Foundation oraz spółki Mars One Ventures, która była akcjonariuszem kontrolującym grupę Interplanetary Media Group, która zarządzała prawami do transmisji. Projektem zarządzała Mars One Foundation z siedzibą w Holandii zatrudniając czterech pracowników. Koszt pierwszej misji firmy został oszacowany w 2010 roku przez dyrektora generalnego Basa Lansdorpa na około 6 miliardów dolarów.
Koncepcja załogowej misji marsjańskiej organizowanej przez organizację została skrytykowana, a także nazwana misją samobójczą przez naukowców oraz inżynierów jako pomijająca niemal wszystkie kwestie logistyczne oraz pozbawiona niezbędnych koncepcji dotyczących wykorzystywanego sprzętu. 15 stycznia 2019 roku holenderski sąd podjął decyzję o likwidacji spółki Mars One Ventures, doprowadzając ją tym samym do bankructwa.

## Pierwotny plan
Plany osadnictwa na Marsie były kilkakrotnie zmieniane. Według pierwszej wersji z 2012 r. pierwsi koloniści mieli wylądować na Marsie w 2023 r. Aktualny, pochodzący z marca 2017 r. program misji zakłada pierwsze lądowanie ludzi na Marsie w 2032 r. Według strony internetowej Mars One cały program miał wyglądać następująco:
- 2011: Rozpoczęcie projektu
- 2013: Pierwsza faza selekcji uczestników
- 2017: Rozpoczęcie pełnego treningu wybranych wcześniej uczestników
- 2022: Misja demonstracyjna i wysłanie satelity komunikacyjnego
- 2026: Wysłanie łazika celem znalezienia najlepszego miejsca do lądowania oraz start drugiego satelity
- 2029: Wysłanie sześciu statków Dragon na Marsa, m.in. 2 kapsuły mieszkalne, 2 kapsuły z zaopatrzeniem oraz 2 podtrzymujące życie
- 2030: Przygotowanie przez łazik bazy na przybycie ludzi
- 2031: Początek podróży astronautów na Marsa
- 2032: Lądowanie uczestników misji na powierzchni planety
- 2033: Powiększenie kolonii i wysłanie drugiej grupy ludzi

## Postępy
30 grudnia 2013 spośród 202 586 (inne źródła mówią o 2761) zgłoszonych kandydatur wstępnie wybrano 1 058 potencjalnych uczestników ze 107 państw, którzy zakwalifikowali się do drugiej rundy. 55% stanowią mężczyźni, a 45% – kobiety. Większość z nich ma mniej niż 36 lat i jest dobrze wyedukowana. Największa liczba kandydatów pochodzi z USA (301), na dalszych miejscach uplasowały się: Kanada (75), Indie (62), Rosja (52), Australia (43) i Chiny (40). Z Polski wybrano 13 osób.
W 2014 i 2015 roku studenci inżynierii na MIT przeprowadzili niezależną ocenę programu i planów wnioski zawierając w raporcie i wykazując nierealność i niemożność realizacji programu.
Do końca 2015 roku Mars One nie przeprowadziło żadnych faktycznych działań - nie przeprowadzono treningów, firma nie posiadała instalacji treningowych, a wstępny kontrakt z producentem telewizyjnym Endemol Shine został rozwiązany. Na początku 2019 roku ogłoszono upadłość.